# Леді Лланголлена

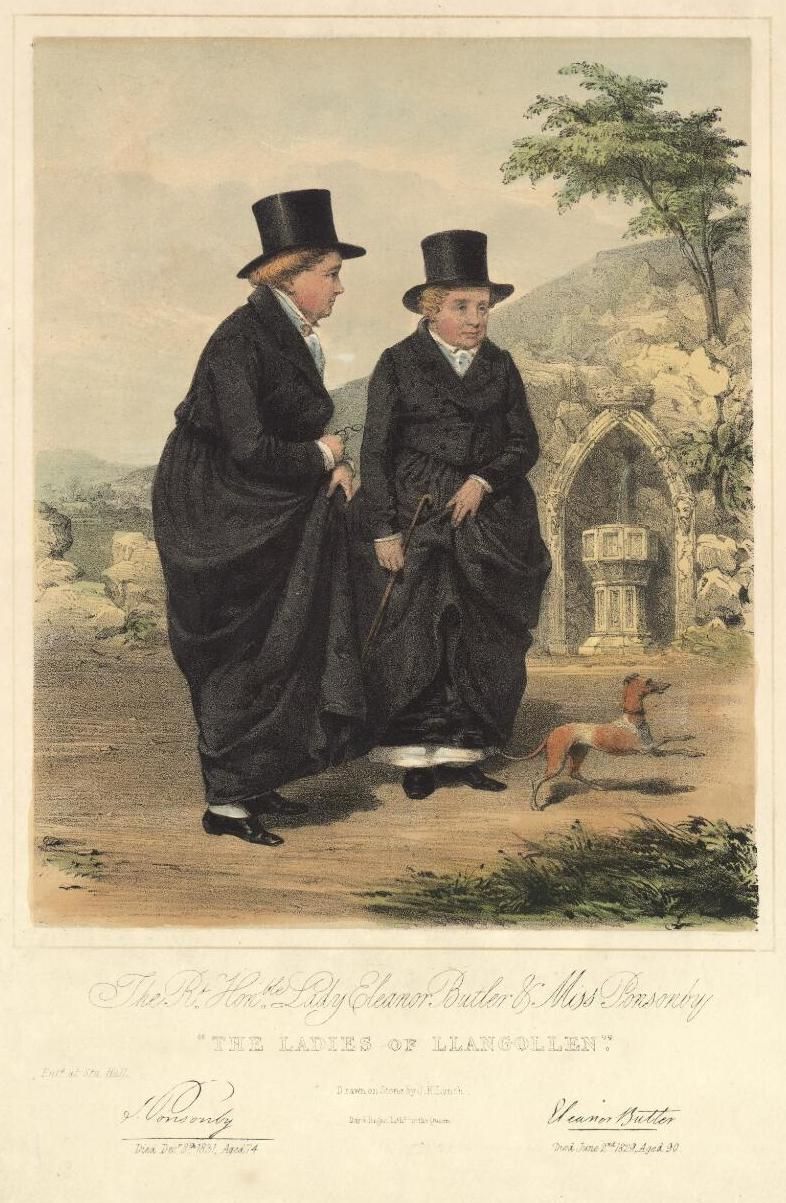
Портрет Леді Елеонори Батлер та Міс Понсонбі «Леді Лланголлена»

«Леді Лланголлена», Елеонора Батлер (1739—1829) і Сара Понсонбі (1755—1831) — дві ірландки з вищого суспільства, чиї стосунки шокували та зачаровували їхніх сучасників та сучасниць. Пара переїхала до готичного будинку в Лланголенні, Північний Уельс, в 1780 році після виїзду з Ірландії, щоб уникнути соціального тиску традиційних шлюбів. Протягом багатьох років до них приходили численні почесні гості. Серед гостей були Персі Шеллі, Байрон, Веллслі і Вордсворт, останній з яких написав про них сонет.

## Раннє життя
Елеонора Шарлотта Батлер (11 травня 1739 — 2 червня 1829) — була членкинею сім'ї Батлерів, графів (а пізніше герцогів) Ормонда, як дочка Волтера Батлера, де-юре 16-го графа Ормонда та Елеонори Моррес. Її сім'я, резиденцією якої був замок Кілкенні, вважала її надзвичайно освіченою. Вона здобула освіту в монастирі у Франції й тому розмовляла французькою.
Сара Понсонбі (1755 — 9 грудня 1831) — осиротіла в дитинстві й жила з родичами Вудстоку, графство Кілкенні. Дочка Шамбр Брабазона Понсонбі й Луїзи Лайонс, вона була троюрідною сестрою Фредеріка Понсонбі, 3-го графа Бессборо, і, таким чином, троюрідною сестрою його дочки леді Керолайн Лемб.

Їхні сім'ї жили в 15 милях (25 км) одна від одної. Дві жінки познайомилися 1768 року й швидко зблизилися. Протягом багатьох років вони розробляли план приватного заміського усамітнення. Це була їхня мрія — жити нетрадиційним життям разом.

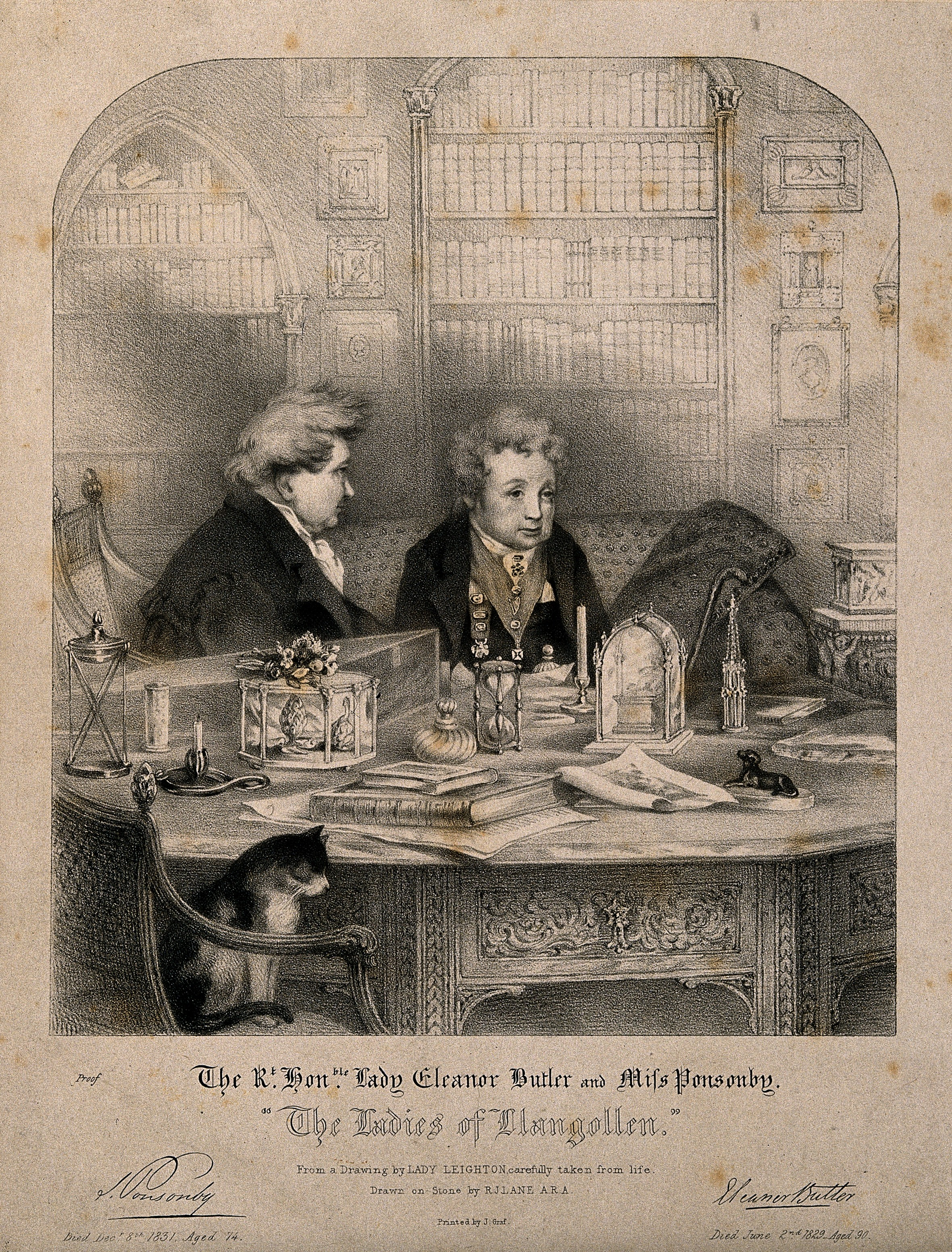
Сара Понсонбі та Леді Елеонора Батлер у своїй бібліотеці
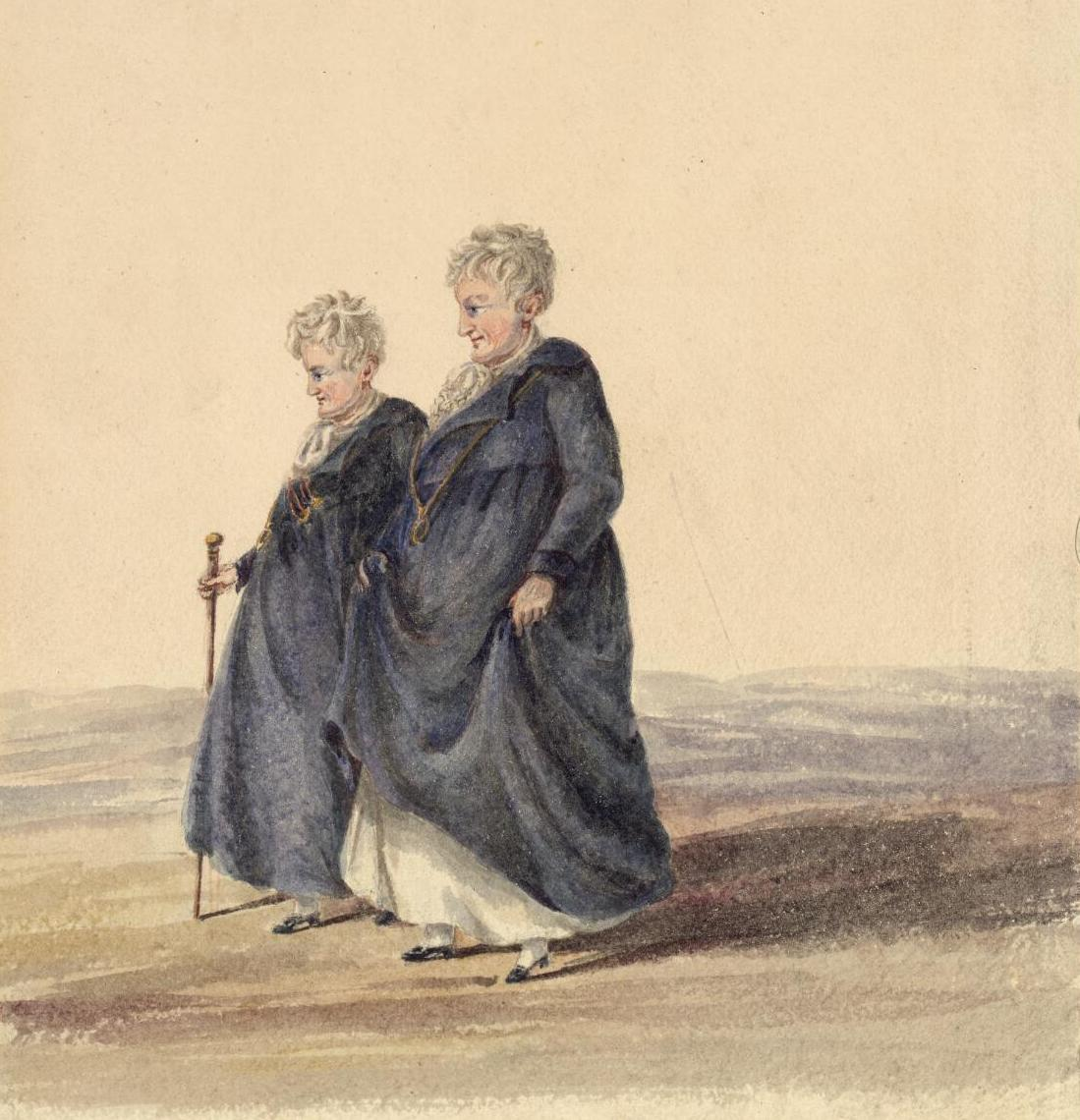
Портрет «Леді з Лланголлена», 1819
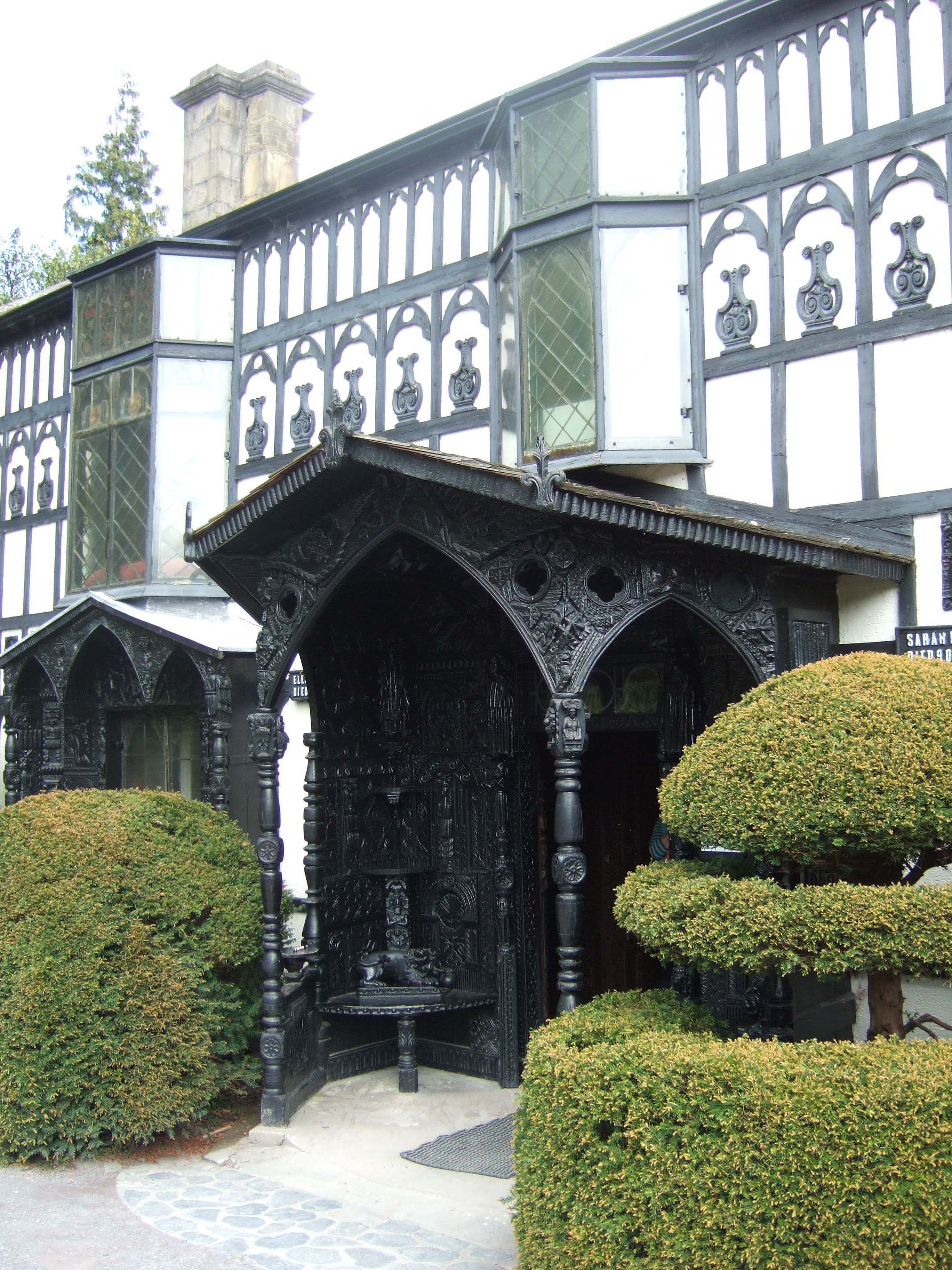
Різьблений дубовий ґанок Плас Ньюїдд

## Валлійський дім

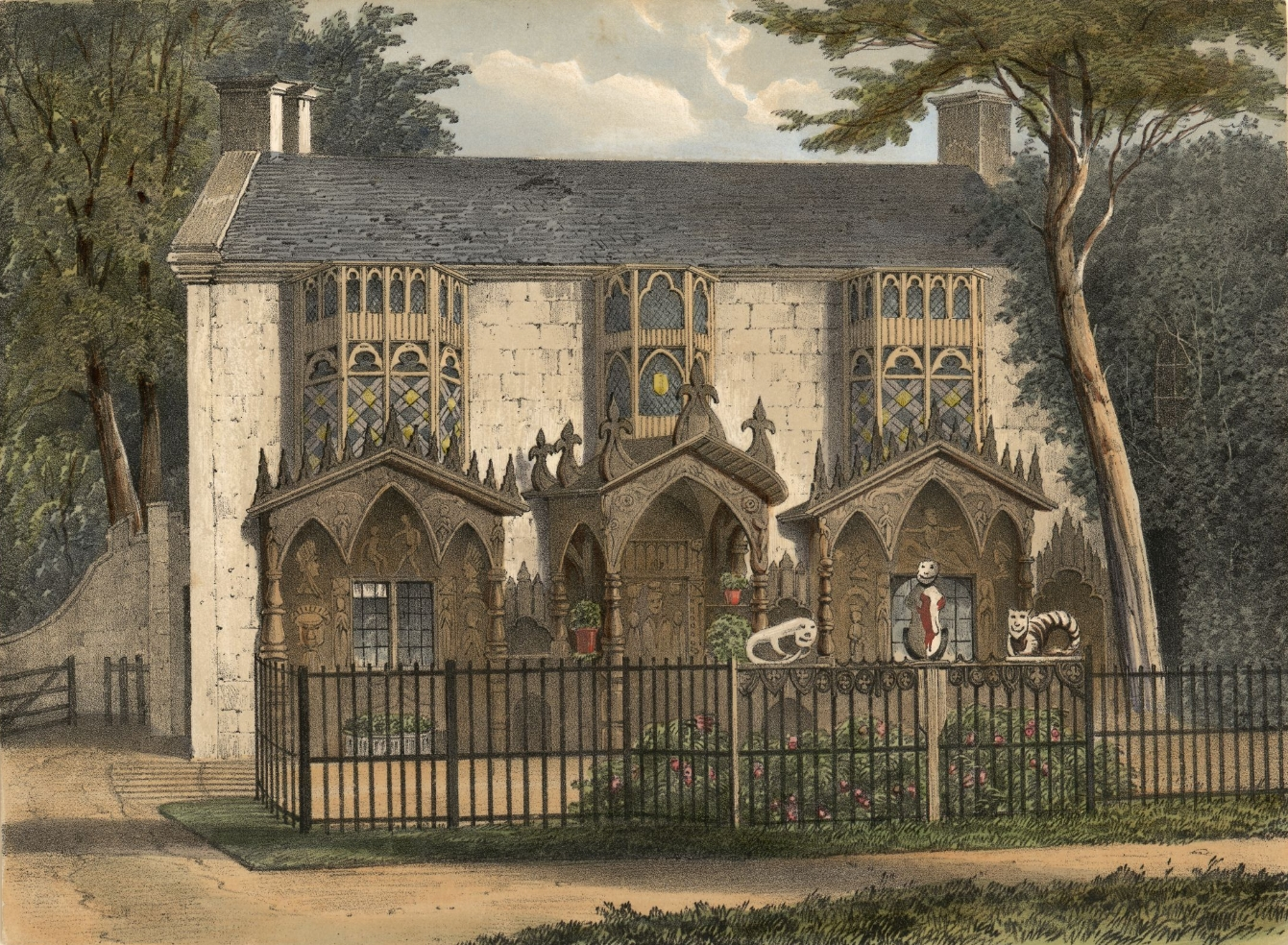
Плас Ньюїдд, поблизу Лланголлена, 1840 рік

Замість того, щоб зіткнутися з можливістю примусового укладення небажаних шлюбів, вони разом покинули графство Кілкенні у квітні 1778 року. Їхні сім'ї знайшли їх і силою спробували змусити відмовитися від своїх планів — але марно. Вони переїхали до Вельсу, а потім послали за служницею Сари, Мері Керілл, яка жила з ними й працювала на них до кінця свого життя. Мері померла першою, і всі троє були поховані на одній ділянці з тим самим надгробним знаком.
Привівши свій план у дію, вони здійснили мальовничу екскурсію сільською місцевістю Вельсу і врешті-решт оселилися на півночі Вельсу. Спочатку вони жили в орендованому будинку в селі Лланголлен, а в 1780 році переїхали в невеликий котедж недалеко від села, який назвали Плас Ньюїдд або «новий особняк». Вони продовжували жити за власною системою, хоча могли розраховувати лише на скромний дохід від нетерпимих родичів і, зрештою, на пенсію за цивільним списком. Вони покращили Плас Ньюїдд в готичному стилі за допомогою панелей з валлійського дуба, стрілчастих арок, вітражів і великої бібліотеки, в якій вони приймали своїх численних гостей.
Вони взяли на роботу садівника, лакея і двох покоївок. Це призвело до значного боргу, і їм довелося покластися на щедрість друзів.

## Визнання і популярність
Вони присвячували свій час зустрічам з рядом друзів та подруг, великому листуванню, приватним заняттям літературою і мовами, а також доброустрою свого маєтку. З роками вони прибудували круглу кам'яну молочну ферму і створили розкішний сад. Елеонора вела щоденник їхньої діяльності. Жителі Лланголлена називали їх просто «леді» (англ. the ladies).
Через пару років їхнє життя привернуло інтерес зовнішнього світу. Їхній будинок став притулком для відвідувачів, які подорожували між Дубліном та Лондоном, включаючи таких письменників, як Анна Сьюард, Роберт Сауті, Вільям Вордсворт, Персі Шеллі, лорд Байрон і сер Вальтер Скотт, а також воєначальник Герцог Веллінгтонський і промисловець Джозайя Веджвуд; письменниця-аристократка леді Керолайн Лемб, уроджена Понсонбі, також приїздила в гості. Анна Лістер з Йоркширу відвідала цю пару і, можливо, була натхненна їхніми стосунками, щоб неофіційно одружитися з власною коханою. Навіть мандрівники з континентальної Європи чули про цю пару і приїжджали відвідати їх, наприклад, німецький дворянин і ландшафтний дизайнер Герман фон Пюклер-Мускау, захоплено писав про них.
Ці дами були відомі по всій Британії, але, як кажуть, вони вели «досить нецікаве життя». Королева Шарлотта хотіла побачити їхній котедж і переконала короля Георга III призначити їм пенсію. Зрештою їхні сім'ї стали толерувати їх.

## Особисте життя
Батлер і Понсонбі прожили разом 50 років. На їхніх книгах і скляному посуді стояли обидва набори ініціалів, а їхні листи були підписані спільно. До кінця свого життя вони обидві носили чорні костюми для верхової їзди та чоловічі циліндри. Деякі відвідувачі та відвідувачки вважали це ексцентричним і застарілим — особливо порошком для волосся, — але сусіди вважали, що одяг практичний для життя на свіжому повітрі.
Чутки про те, що вони були в сексуальних стосунках, ходили під час і після їхнього життя. У 1791 році журнал описав їх і натякнув, що вони мали сексуальні стосунки. У 1791 році журнал описав їх і натякнув, що вони мали сексуальні стосунки. За твердженням Патрісії Хемпл, вони були вражені цією ідеєю і заперечували проти характеристики журналу до такої міри, що консультувались з Едмундом Берком щодо можливості подати до суду на журнал за наклеп.
У різкому контрасті з роботами їхньої сучасниці Анни Лістер, у їхньому листуванні чи щоденниках немає нічого, що вказує на сексуальні стосунки. Деякі вважають стосунки Батлер і Понсонбі бостонським шлюбом або романтичними стосунками між двома жінками, які вирішили жити разом і мати «стосунки, схожі на шлюб». Інші приходять до висновку, що у цих двох була несексуальна романтична дружба. Норена Шопленд зазначає, що сучасні погляди, покликані відрізняти одностатеві стосунки від романтичної дружби, вказують на те, що вони мали сексуальні стосунки.
Історик Юджин Койл розповідає, що «низка їхніх домашніх собак мали ім'я „Сафо“»

## Смерть та спадщина

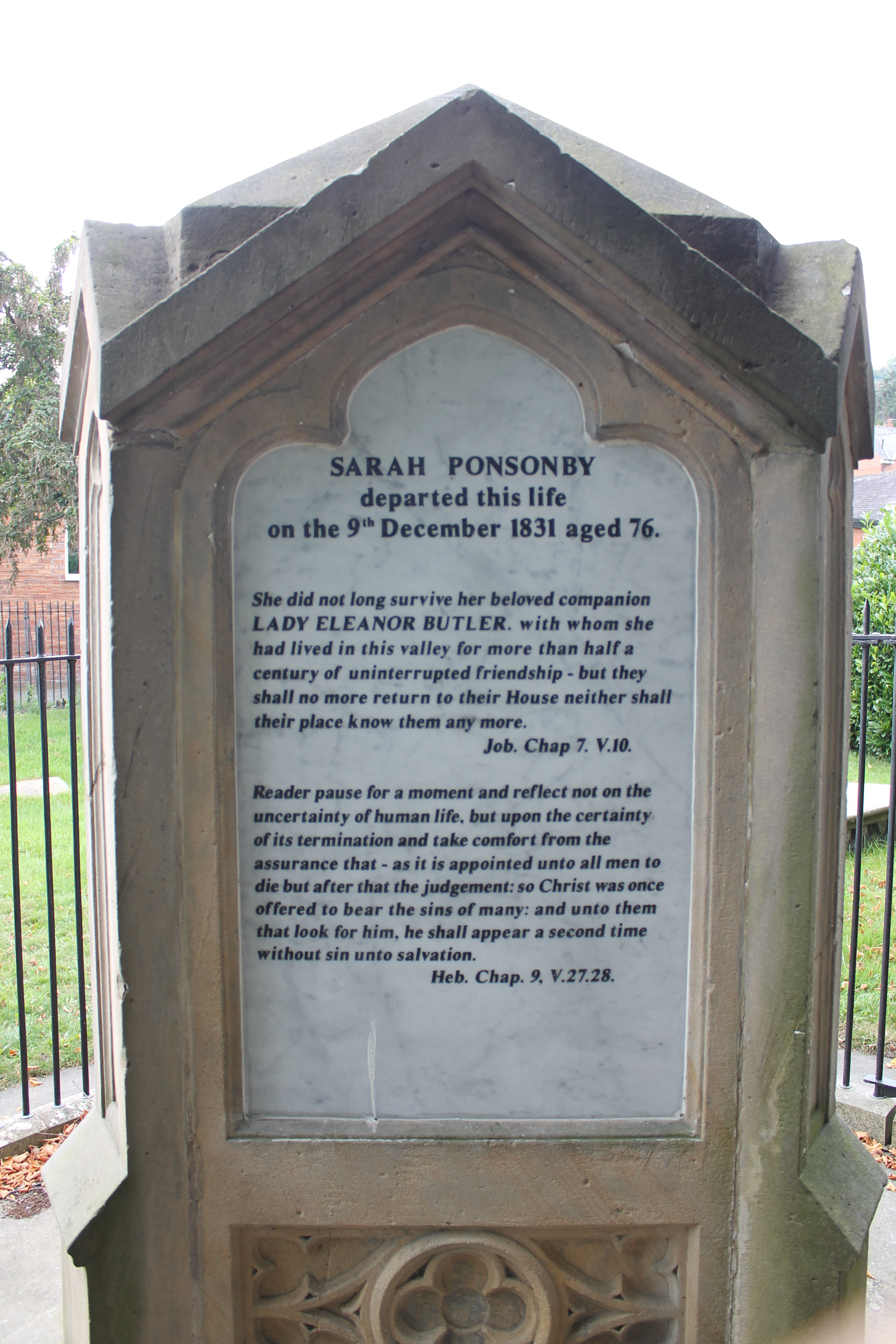
Меморіал на кладовищі Святого Коллена

Мері Керілл померла 22 листопада 1809 року. Елеонора Батлер померла 2 червня 1829 року у віці 90 років. Сара Понсонбі померла через два роки, 9 грудня 1831 року, у віці 76 років. Всі вони поховані разом у церкві Святого Коллена в Лланголлені. Нині Плас Ньюїдд є музеєм, яким керує Рада графства Денбішир.
Батлер-Хілл, недалеко від Плас Ньюїдд — названий на честь Елеонори Батлер. Стверджується, що громадський будинок Понсонбі Армз, внесений до списку II класу на Мілл-Стріт у Лланголлені, отримав свою назву від Сари Понсонбі.

## Подальше читання
- Hamilton, C. J. (1900). The Ladies of Llangollen . Notable Irishwomen. Dublin: Sealy, Bryers & Walker. с. 58–69.